# Mudroňovo
Mudroňovo (maďarsky Újpuszta) je obec v okrese Komárno na Slovensku. Leží ve slovenské Podunajské nížině, na okraji Pohronské pahorkatiny.

## Historie
Dnešní obec vznikla v roce 1921 na parcelovaném pozemku sousední obce Modrany odštěpením z této obce a byla osídlena slovenskými osadníky. V důsledku první vídeňské arbitráže byla obec v letech 1938 až 1945 součástí Maďarska jako součást obce Modrany, která se v letech 1938–1945 oficiálně nazývala Madar. Slovenští osadníci vyhnaní v roce 1938 se vrátili po roce 1945. Součástí obce Modrany bylo Mudroňovo ještě v letech 1945 až 1951.
Při sčítání obyvatel v roce 2011 měla obec 122 obyvatel, z toho 85 slovenské (70%), 34 maďarské (27%) a 4 (3%) jiné a nezjištěné národnosti